# Bostonanarkisterna
Bostonanarkisterna är ett samlat uttryck för amerikanska individualanarkister i Bostons närhet under andra halvan av 1800-talet. Som generaliserande uttryck ger det missvisning om deras idéer och kritik av kapitalismen, några som Lysander Spooner och Josiah Warren tillämpade naturrätt, Benjamin Tucker erkände inte naturrätten då han ansåg sig vara egoist, andra som Ezra Heywood fokuserade mer på sociala relationer som kvinnans ställning. Synen på immateriella rättigheter delade Bostonanarkisterna i två läger, var de flesta i ena lägret var de första individualanarkisterna, det andra lägret återfanns främst den yngre generationen. Senare skulle den nya generationen gå segrande ur striden, varför kampen mot immateriell rätt är en av flera avtryck rörelsen satt i dagens samhälle. Samtliga anarkister ur skolan var dock antikommunistiska, även om gillande fanns för vissa av Kropotkins verk. Rörelsen hade sin högtid från 1840 till 1900, därefter avtog intensiteten i samband med anarkokommunismens och marxismens framväxt i USA.
Lokalt förankrade ekonomier med alternativ valuta är exempel på hur Bostonanarkisternas ekonomiska system mutualismen har påverkat både miljö- och alternativrörelser.
Bostonanarkisternas teoretiska arv gör sig främst gällande genom influenser för nyliberalismen, där valda delar upptagits.
Efter Kevin A. Carsons utgivning av Studies in Mutualist Political Economy 2004, som kan ses som en uppdatering av Bostonanarkisternas ekonomiska teorier, har ett nyintresse väckts.